# Garota Enxuta
Garota Enxuta é um filme brasileiro de 1959, do gênero comédia musical, dirigido por J.B.Tanko, com produção da Herbert Richers.
Nos números musicais aparecem Grande Otelo, Vera Regina, Agnaldo Rayol, Nelly Martins, Emilinha Borba, Ivon Cury, Trio Irakitan, Morgana, Agostinho dos Santos, Orlando Silva, Íris Bruzzi, Nuno Roland e outros.

## Elenco
- Ankito...Itaporanga Popô
- Grande Otelo...Otelo, apresentador e cantor do programa "Torpedo Musical"
- Renato Restier...Doutor La Costa
- Agnaldo Rayol...Rafael
- Nelly Martins...Nelly
- Jaime Costa...Presidente Falcão
- Carlos Costa...Baltazar
- Lilian Fernandes...Walquíria
- Iracema de Alencar...Vovó
- Zequinha...Cosme
- Quinzinho...Damião
- Carlos Melo...César
- Carlos Imperial...Ladrão de carros
- Luís Delfino
- Paulo Celestino
- Renato Consorte
- Rinaldo Calheiros
- Renata Fronzi (participação)

## Sinopse
A Fábrica de Automóveis Torpedo quer patrocinar um grande programa musical de TV e seu presidente, Dr. Falcão, contrata a TV Carioca Canal 20 do Rio de Janeiro e a TV Bandeirante em São Paulo, para transmiti-lo. O programa irá contar a história do automóvel e da música e será apresentado por Otelo. Nelly, a filha do presidente Falcão da Torpedo, quer cantar no programa mas seu pai não a deixa. Então ela conhece o esperto Popô, funcionário da emissora que também quer colocar no programa uma dupla sertaneja de anões, Cosme e Damião, e ele e seu irmão Rafael vão ajudar Nelly a se apresentar. Para isso contam com o auxílio de Otelo.